# Polygonatum biflorum
Polygonatum biflorum ist eine Pflanzenart aus der Gattung der Weißwurzen (Polygonatum) innerhalb der Familie der Spargelgewächse (Asparagaceae). Sie ist im östlichen bis zentralen Nordamerika weitverbreitet, und es werden dort die englischsprachigen Trivialnamen „smooth Solomon’s-seal“, „great Solomon’s-seal“, „Solomon’s seal“ (übersetzt Salomons Siegel) verwendet.

## Beschreibung

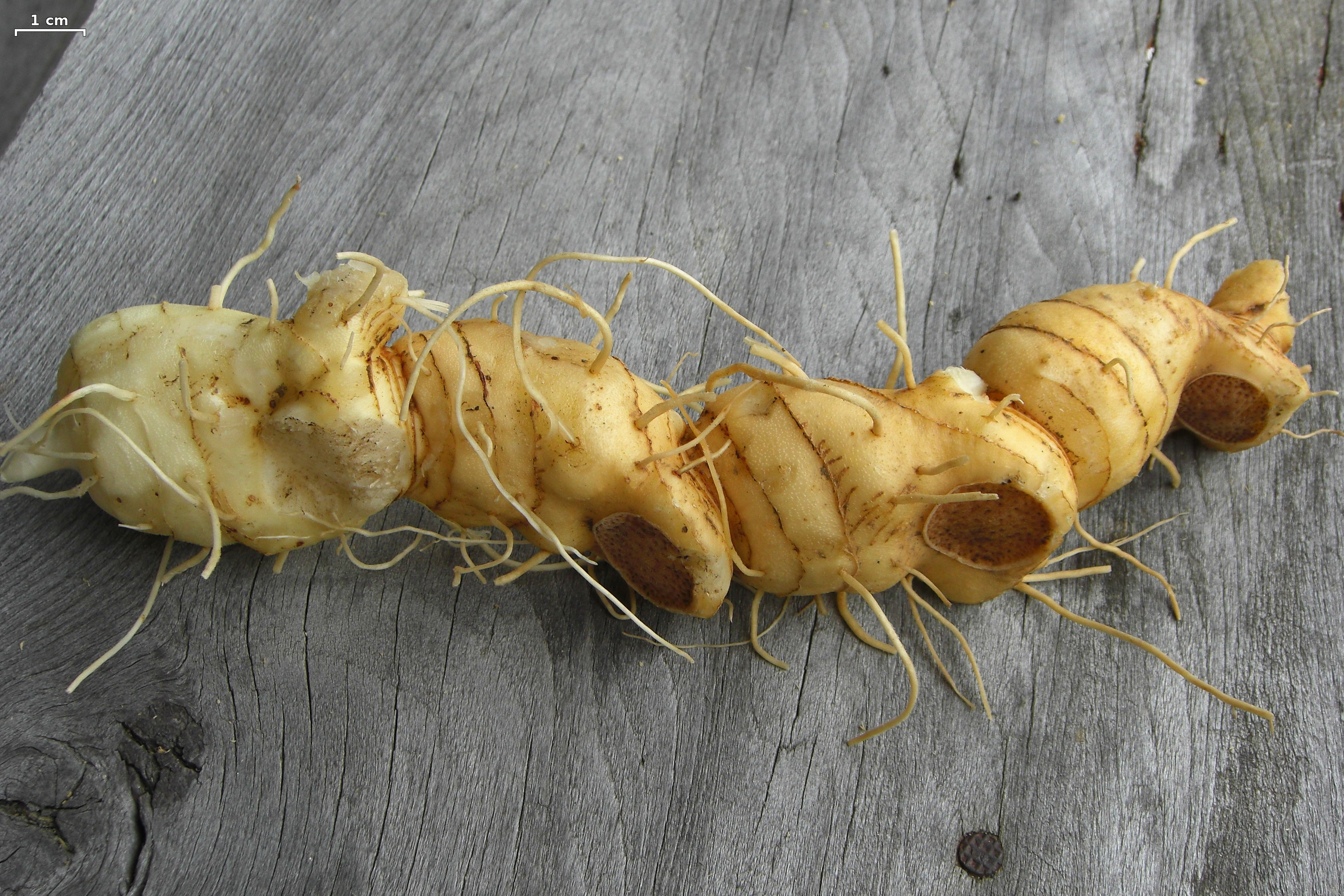
Rhizom

Illustration

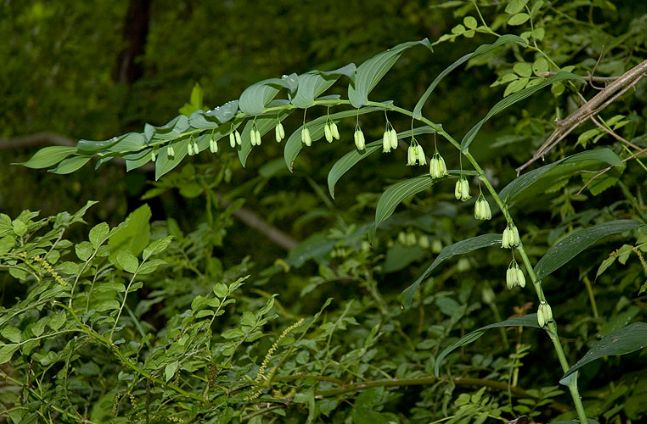
Habitus

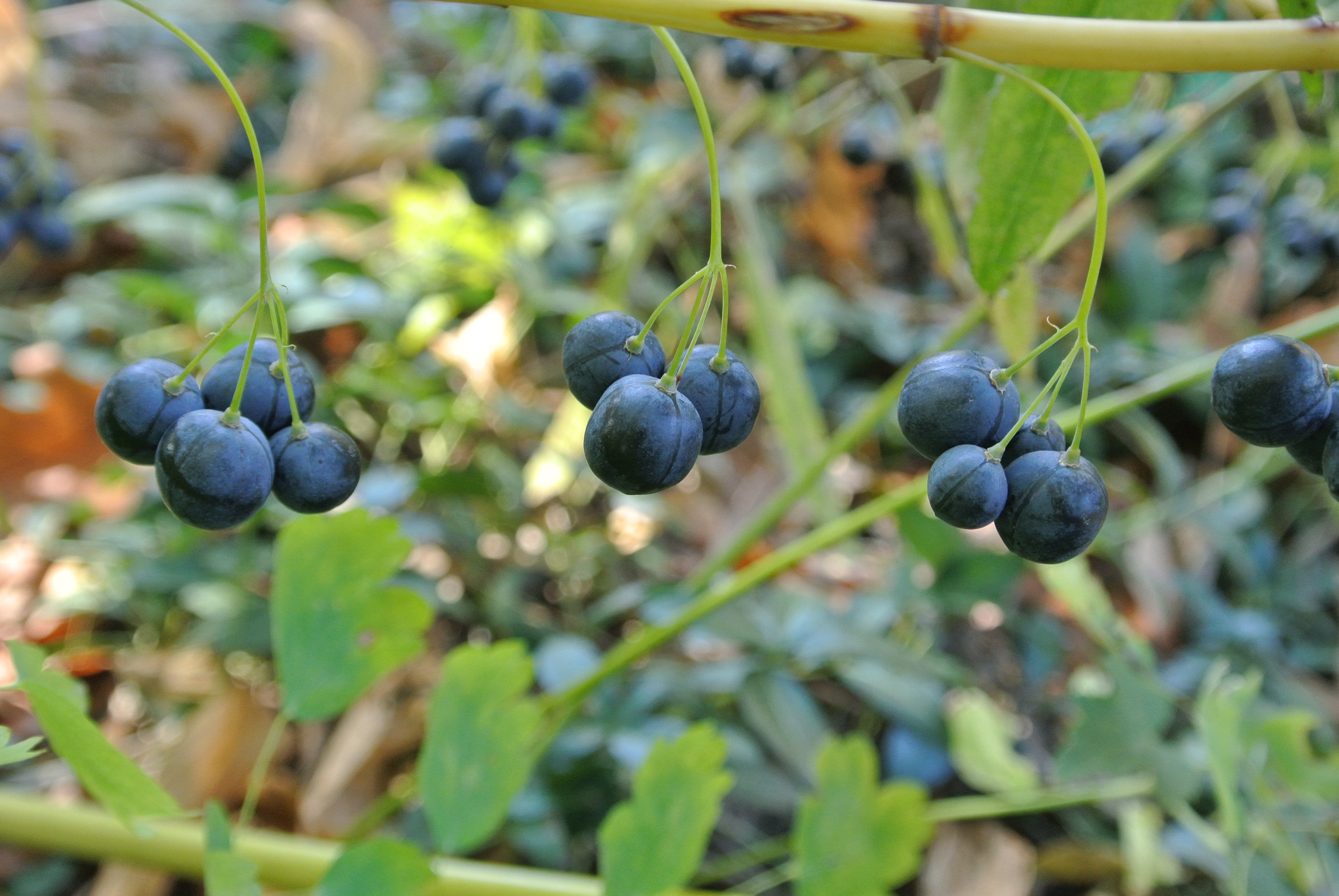
Gestielte, reife Früchte

### Vegetative Merkmale
Polygonatum biflorum wächst als ausdauernde krautige Pflanze und erreicht Wuchshöhen von 30 bis 150 Zentimetern. Der Stängel ist unverzweigt. Ausgegraben sind die Kerben am 1 bis 3 Zentimeter dicken Rhizom, welche dem Siegel König Salomons ähneln sollen, an den Knoten zwischen den Rhizom-Abschnitten sichtbar.
Die wechselständig am Stängel angeordneten Laubblätter besitzen eine Parallelnervatur mit 1 bis 19 erhabenen Blattnerven. Die einfache, kahle Blattspreite ist bei einer Länge von meist 9 bis 20 Zentimetern sowie einer Breite von meist 3 bis 9 Zentimetern schmal-lanzettlich bis breit-elliptisch.

### Generative Merkmale
Die Blütezeit beginnt im Mai. In den Achseln der oberen Blätter befinden sich jeweils zwei bis zehn, selten bis zu 15 gestielte, hängende Blüten.
Die zwittrige Blüte ist dreizählig. Die weiß-grünen Blütenhüllblätter sind zu einer 13 bis 22 Millimeter langen Blütenröhre verwachsen. Drei Fruchtblätter sind zu einem oberständigen Fruchtknoten verwachsen. Der schlanke Griffel endet in einer kleinen Narbe. Es sind Septalnektarien vorhanden.
Die bei Reife blauen Beeren sind mit einer Länge von 8 bis 12 Millimetern relativ klein.
Die Chromosomenzahl beträgt 2n = 20 oder 40.

## Verwechslung mit anderen Arten
Polygonatum biflorum wird mit Maianthemum racemosum verwechselt, welches allerdings aufrechte Blüten hat.

## Systematik
Die Erstveröffentlichung erfolgte 1788 unter dem Namen (Basionym) Convallaria biflora durch Thomas Walter in Flora Caroliniana, secundum ..., S. 122. Das Artepitheton biflorum leitet sich von bi für „zwei“ und vom lateinischen Wort florus für „Blüte“, bedeutet insgesamt „zweiblütig“. Die Neukombination zu Polygonatum biflorum (Walter) Elliott wurde durch Stephen Elliott in A Sketch of the Botany of South-Carolina and Georgia, Volume 1, 1817, S. 393 veröffentlicht.
Für Polygonatum biflorum (Walter) Elliott ist eine Reihe weiterer Synonyme bekannt: Convallaria angustifolia (Pursh) Poir., Convallaria canaliculata Willd., Convallaria commutata Schult. & Schult. f., Polygonatum angustifolium Pursh, Polygonatum biflorum var. commutatum (Schult. & Schult. f.) Morong, Polygonatum biflorum var. hebetifolium R.R.Gates, Polygonatum biflorum var. melleum (Farw.) R.P.Ownbey, Polygonatum biflorum var. necopinum R.P.Ownbey, Polygonatum biflorum var. ovatum Farw., Polygonatum biflorum var. virginicum (Greene) Farw., Polygonatum canaliculatum (Willd.) Pursh, Polygonatum canaliculatum var. americanum (Hook.) Farw., Polygonatum canaliculatum var. oblongifolium Farw., Polygonatum canaliculatum var. ovatum (Farw.) E.J.Palmer & Steyerm., Polygonatum canaliculatum var. rotundifolium J.W.Moore, Polygonatum cobrense (Wooton & Standl.) R.R.Gates, Polygonatum commutatum (Schult. & Schult. f.) A.Dietr., Polygonatum commutatum var. lineamentosum Lunell, Polygonatum commutatum var. ovatum (Farw.) R.R.Gates, Polygonatum commutatum var. virginicum (Greene) R.R.Gates, Polygonatum ellipticum Farw., Polygonatum giganteum A.Dietr., Polygonatum hebetifolium (R.R.Gates) Bush, Polygonatum latifolium var. commutatum (Schult. & Schult. f.) Baker, Polygonatum melleum Farw., Polygonatum multiflorum var. americanum Hook., Polygonatum multiflorum var. biflorum (Walter) Alph.Wood, Polygonatum multiflorum var. canaliculatum (Willd.) Alph.Wood, Polygonatum ovatum (Farw.) Bush, Polygonatum parviflorum A.Dietr., Polygonatum virginicum Greene, Salomonia biflora (Walter) Britton, Salomonia cobrensis Wooton & Standl., Salomonia commutata (Schult. & Schult. f.) Britton, Sigillaria angustifolia (Pursh) Raf., Sigillaria biflora (Walter) Raf., Sigillaria canaliculata (Willd.) Raf., Sigillaria elliptica Raf.

## Verwendung
In der Vergangenheit wurden die stärkereichen Rhizome von Polygonatum biflorum als „kartoffelartiges“ Nahrungsmittel durch die indigene Bevölkerung zur Herstellung von Brot oder Suppen genutzt. Die jungen grünen Pflanzenteile sind essbar, sie können roh oder gekocht als Spargel-Ersatz verwendet werden. Polygonatum biflorum wurde auch als Naturheilmittel genutzt. Dazu wurden z. B. die Rhizome zur Herstellung eines Tonikums gegen Rheuma oder Gicht verwendet. Polygonatum biflorum hatte nahezu ein Dutzend Verwendungsmöglichkeiten in der Naturheilkunde als Antiphlogistikum, Sedativum und Tonikum. Polygonatum biflorum wird nicht in der großflächigen Landwirtschaft genutzt.